# Iryna Romoldanova
Iryna Oleksandrivna Romoldanova (in ucraino Ірина Олександрівна Ромолданова?; Kiev, 29 maggio 1994) è una taekwondoka ucraina.

## Palmarès
- Mondiali

Chelyabinsk 2015: argento nei 46 kg.
- Europei

Baku 2014: argento nei 46 kg;
Montreux 2016: oro nei 46 kg;
Kazan 2018: bronzo nei 46 kg.
- Universiade

Taipei 2017: oro nei 46 kg.
- Giochi olimpici giovanili

Singapore 2010: argento nei 44 kg.